# Модел три света
Изрази Први свет, Други свет и Трећи свет првобитно су коришћени да би се светске нације поделиле у три категорије. Потпуно рушење статуса кво после Другог светског рата, познатог као Хладни рат, оставило је две (првобитно три) суперсиле (САД и Совјетски Савез) да се боре за коначну глобалну превласт. Створили су два кампа, позната као блокови. Ови блокови су чинили основу концепта Првог и Другог света.
Данас се термини први и трећи свет генерално користе за означавање развијених земаља и земаља у развоју.

## Историја
Рано током периода Хладног рата, НАТО и Варшавски пакт су створили Сједињене Државе и Совјетски Савез. Називали су их и западни блок и источни блок. Околности ова два блока биле су толико различите да су у суштини била два света, међутим, нису били нумерисани као први и други. Почетак Хладног рата обележен је чувеним говором Винстона Черчила „Гвоздена завеса“. У овом говору Черчил описује поделу Запада и Истока као толико чврсту да би се могла назвати гвозденом завесом.
Године 1952, француски демограф Алфред Сауви сковао је термин Трећи свет. Инспирацију је нашао у уређењу Француске пре револуције. Прва два сталежа су племство и свештенство, а сви остали чине трећи сталеж. Он је упоредио капиталистички свет (тј. Први свет) са племством, а комунистички свет (тј. Други свет) са свештенством. Као што је трећи сталеж чинио све остале, Сауви је трећим светом назвао све земље које нису биле у овој хладноратовској подели, односно несврстаним и неумешаним државама у „конфликт Исток–Запад“. Са директним сковањем термина Трећи свет, прве две групе су постале познате као „Први свет“ и „Други свет“. Овде се појавио систем три света.
Међутим, Џорџ Мануел сматрао је да је модел три света застарео. У својој књизи из 1974. Четврти свет: индијска стварност, он описује настанак четвртог света док је сковао тај термин. Четврти свет се односи на „нације“, на пример, културне ентитете и етничке групе, аутохтоних народа који не чине државе у традиционалном смислу.  Уместо тога, они живе унутар или изван државних граница (види Прве нације). Један пример су Индијанци Северне Америке, Централне Америке и Кариба.
Са падом Совјетског Савеза 1991. године, Источни блок је престао да постоји; са њом, па и сва применљивост термина Други свет.